# Дайюэ
Дайюэ́ (кит. упр. 岱岳, пиньинь Dàiyuè) — район городского подчинения городского округа Тайань провинции Шаньдун (КНР). Название района является одним из древних названий горы Тайшань, у подножия которой он расположен.

## История
В эпоху Воюющих царств эти земли входили в состав царства Ци. Когда царство Цинь впервые в истории объединило Китай в единое государство, здесь был создан уезд Боян (博阳县). При империи Хань он был переименован в Босянь (博县) и подчинён округу Тайшань (泰山郡); органы власти округа Тайшань со 110 года до н. э. размещались на территории современного района Дайюэ. При империи Северная Вэй уезд Босянь был переименован в Бопин (博平县). При империи Северная Ци уезд был опять переименован в Босянь; округ Тайшань был при этом расформирован, и уезд был подчинён округу Дунпин (东平郡). При империи Суй в 581 году округ Дунпин также был расформирован, а уезд Босянь был переименован сначала в 596 году в Вэньян (汶阳县), а затем в Бочэн (博城县). При империи Тан уезд Бочэн был в 666 году переименован в Цяньфэн (乾封县), в 668 году ему было возвращено название Бочэн, а в 705 году он вновь получил название Цяньфэн. При империи Северная Сун уезд Цяньфэн в 1008 году был переименован в Фэнфу (奉符县).
После того, как эти места были захвачены чжурчжэнями и вошли в состав империи Цзинь, в 1136 году был образован Тайаньский военный округ (泰安军), в 1182 году преобразованный в область Тайань (泰安州). При империи Цин область была в 1735 году поднята в статусе до управы, а эти земли стали «уездом на землях в окрестностях административного центра Тайани» (泰安附郭县). После Синьхайской революции в Китайское республике была реформа структуры административного деления, и управы с областями были упразднены, а на этих землях в 1913 году был создан уезд Тайань (泰安县).
В 1950 году в составе провинции Шаньдун был создан Специальный район Тайань (泰安专区), и уезд Тайань вошёл в его состав. В июне 1958 года административный центр уезда — посёлок Тайань — был объединён с окружающими землями в город Тайань. В ноябре 1958 года город Тайань и уезд Тайань были объединены в городской уезд Тайань; специальный район Тайань был в это время расформирован, и городской уезд Тайань перешёл под юрисдикцию Цзинаня.
В 1961 году Специальный район Тайань был воссоздан, и городской уезд Тайань вернулся в его состав. В 1963 году городской уезд Тайань был вновь преобразован в обычный уезд. В 1967 году Специальный район Тайань был переименован в Округ Тайань (泰安地区). В 1982 году уезд Тайань был вновь преобразован в город Тайань.
В мае 1985 года постановлением Госсовета КНР округ Тайань был преобразован в городской округ; городской уезд Тайань был при этом разделён на район Тайшань и Пригородный район. В 2000 году Пригородный район был переименован в Дайюэ.

## Административное деление
Район делится на 3 уличных комитета, 14 посёлков и 1 волость.